# Lymantria orestera
Lymantria orestera är en fjärilsart som beskrevs av Collenette 1932. Lymantria orestera ingår i släktet Lymantria och familjen tofsspinnare. Inga underarter finns listade i Catalogue of Life.